# Denys Lasdun
Sir Denys Lasdun CH (n. 8 septembrie 1914 - d. 11 ianuarie 2001) a fost un arhitect faimos englez al secolului XX, cel mai des asociat proiectului său modernist de factură brutalistă al Teatrului Naţional Regal de pe malul stâng al Tamisei din Londra.

## Biografie artistică
Lasdun a studiat la Architectural Association School of Architecture din capitala Regatului Unit, practicând în perioada sa de ucenicie arhitecturală la firma de arhitectură a cunoscutului arhitect canadian expatriat Wells Coates.
La fel ca alți arhitecți moderniști, printre care și Sir Basil Spence sau Peter și Alison Smithson, Lasdun a fost influențat profund de Le Corbusier și Ludwig Mies van der Rohe, dar a existat și o influență clasică, datorată lui Nicholas Hawksmoor.

## Lucrări arhitecturale
Printre proiectele lui Lasdun se numără: 
- Colegiul Fitzwilliam, Cambridge (1959 - 1960);
- Colegiul Regal de Medici, Londra (1960 - 1964);
- Căminele Universității Angliei de Est, Norwich (1962 - 1968);
- Casa Keeling și Casa Bradley, Bethnal Green, Londra de est;
- Institutul de Educație și biblioteca Școala de Studii Orientale și Africane, Bloomsbury, Londra;
- Teatrul Naţional Regal, Londra (1967 - 1976)
- Prima fază a Băncii Europene de Investiții, Luxemburg (1974 - 1980)